# Суто седативні засоби
Седативні засоби (через фр. sédatif від лат. sedatio «заспокоєння») або психолептики — хімічно різнорідна група лікарських речовин рослинного або синтетичного походження, що викликають заспокоєння або зменшення емоційного напруження без снодійного ефекту (у той же час полегшують настання природного сну і поглиблюють його).
Порівняно з сучасними транквілізаторами, особливо бензодіазепінами, седативні засоби мають менш виражений заспокійливий та антифобічний ефект, не викликаючи міорелаксації та атаксії. Однак хороша переносимість, відсутність серйозних побічних ефектів дозволяють користуватися ними у повсякденній амбулаторній практиці, особливо при лікуванні хворих похилого та старечого віку.
Найчастіше як седативні використовують засоби рослинного походження: препарати валеріани, собачої кропиви, м'яти. Широко використовують броміди.
Крім того, як седативні засоби використовують деякі снодійні засоби в невеликих дозах, наприклад барбітурати. Тривале застосування снодійних як седативних не рекомендується.

## Комбіновані седативні засоби
До комбінованих седативних препаратів відносять:
- мікстуру Бехтерева (містить бромід натрію, настій весняного горицвіту і кодеїну фосфат);
- валокордин, корвалол (містять етиловий ефір a-бромізовалеріанової кислоти, натрієву сіль фенобарбіталу, м'ятну олію, етиловий спирт);
- валідол (розчин ментолу в ментиловому ефірі ізовалеріанової кислоти).

## Седативні препарати у стоматології
Седативні препарати, які часто застосовуються у поєднанні з місцевою анестезією, використовуються при проведенні низки медичних процедур, наприклад, у стоматології. При цьому пацієнт свідомий і зберігає всі життєво важливі рефлекси. Цю альтернативу глибокому наркозу можна використовувати у разі наявності дентофобії у пацієнта.